# Deutschordensprovinz Deutschland
Die Deutschordensprovinz Deutschland ist die kirchen- und staatsrechtliche Gemeinschaft der feierlichen und einfachen Professen sowie der Oblaten des Deutschen Ordens in der Bundesrepublik Deutschland.

## Geschichte
Nachdem der Deutsche Orden durch die Säkularisation 1803 seinen gesamten Besitz in seinem Stammland Deutschland verloren hatte, hörte er hier faktisch zu existieren auf. Lediglich in den österreichischen Erblanden bestand der Orden auf Grund der Restitution durch das Haus Habsburg fort. Nach dem Zweiten Weltkrieg mussten die Mitglieder des Deutschen Ordens ihre Heimat in Tschechien, Slowenien und der Slowakei verlassen. Auf der Suche nach einer Bleibe kamen viele von ihnen nach Deutschland, andere gingen nach Südtirol und Österreich. Der Bischof von Mainz genehmigte ihnen, eine Niederlassung in seiner Diözese zu errichten, so dass am 1. Mai 1949 ein Konvent in Darmstadt gegründet wurde. Damit trat auch eine Deutsche Provinz ins Leben, deren Priorat im genannten Konvent eingerichtet wurde. Schon bald darauf übernahm man die Seelsorge an den Heimatvertriebenen in Oberhessen, Raum Marburg, und ließ sich so in verschiedenen Pfarreien des Bistums Fulda nieder. In Frankfurt-Sachsenhausen hatte man schon bald die ehemalige Kommende erworben und begann mit deren Wiederaufbau. Zu ihr gehörte eine Pfarrei, deren Seelsorge der Orden ebenfalls wieder übernahm. Am 1. Oktober 1963 konnte hier offiziell ein Konvent errichtet werden.
Die Provinz, welche kaum Nachwuchs hatte, schickte ihre Novizen und Jungpriester für gewöhnlich erst einmal in die Provinzen Südtirol und Österreich. Erst in der Mitte der 1980er Jahre kam es zu einem Aufschwung, und ein eigenes Noviziat konnte errichtet werden. In dieser Zeit wurde auch das Priorat von Darmstadt nach Frankfurt-Sachsenhausen verlegt und die Niederlassung in Wetter zum Konvent erhoben (1986). Erfolgreich konnte sich die Gemeinschaft auch in den von ihr begonnenen karitativen Werken zeigen, welche genauso expandierten wie sie selbst. Nachdem man 1998 das Priorat von Frankfurt nach Weyarn in Bayern verlegt hatte, wo man ebenfalls einen Konvent errichtet hatte, wurde die Provinz zur Körperschaft des öffentlichen Rechts erhoben. In dieser Zeit hatte man auch einen Konvent in Maria-Birnbaum errichtet, welcher zugleich das Noviziat der Provinz beherbergen sollte.
Kurz darauf kam es zum wirtschaftlichen Zusammenbruch. Die Provinz wählte nun eine neue Leitung, welche in den folgenden Jahren kooperativ mit den Gläubigern zusammenarbeitete, so dass sich die finanziellen Verhältnisse wieder stabilisieren konnten.
Im Jahr 2012 wurde aus Platzgründen das Noviziat in den Konvent nach Frankfurt-Sachsenhausen verlegt. Seit September 2020 ist das Noviziat allerdings wieder im Konvent Maria Birnbaum beheimatet.
Die 1991 von der Deutschen Brüderprovinz gegründeten Ordenswerke feierten im Sommer 2016 ihr 25. Jubiläum, sie betreiben bundesweit Einrichtungen in den Bereichen der Altenhilfe, Behindertenhilfe, Suchthilfe, Kinder- und Jugendhilfe.

## Prioren / Provinziale
1. Petrus Pollak
2. Max(imilian) Josef Stanzel, 1983–1986[5]
3. Gottfried Keindl
4. Norbert Thüx 2000–2015
5. Christoph Kehr seit 2015[6]